# 29053 Muskau
29053 Muskau è un asteroide della fascia principale. Scoperto nel 1973, presenta un'orbita caratterizzata da un semiasse maggiore pari a 3,9277574 UA e da un'eccentricità di 0,0681752, inclinata di 2,30900° rispetto all'eclittica.